# Вениамин (Тупеко)
Митрополит Вениами́н (в миру Виталий Иванович Тупеко, бел. Віталь Іванавіч Тупека; род. 16 сентября 1968, Лунинец, Брестская область) — епископ Русской православной церкви, митрополит Минский и Заславский, патриарший экзарх всея Беларуси, предстоятель Белорусской православной церкви, постоянный член Священного синода РПЦ. Временно управляющий Борисовской епархией (2020—2023) и Слуцкой епархией (2021—2022, с 2022).
Тезоименитство 31 июля (13 августа), священномученика Вениамина митрополита Петроградского.

## Биография
Родился 16 сентября 1968 в городе Лунинец Брестской области Белорусской ССР.
По окончании средней школы № 1 города Лунинца в 1985 году поступил в Белорусский государственный университет на факультет радиофизики и электроники.
В 1987—1989 годах проходил срочную военную службу в Вооружённых силах СССР, после чего продолжил учёбу в вузе. В июне 1992 года получил диплом по специальности «Радиофизика и электроника».
В августе 1992 года поступил на первый курс Минской духовной семинарии. По окончании третьего курса семинарии в 1994 году подал прошение и был принят в число братии Успенского Жировичского ставропигиального мужского монастыря.
16 декабря 1994 года в Успенском соборе Жировичского монастыря наместником монастыря архимандритом Гурием (Апалько) по благословению митрополита Минского и Слуцкого Филарета (Вахромеева), Патриаршего экзарха всея Беларуси, пострижен в монашество с именем Вениамин в честь священномученика Вениамина, митрополита Петроградского и Гдовского (память 13 августа н.с.).
9 января 1995 года митрополитом Минским и Слуцким Филаретом за литургией в Успенском соборе Жировичского монастыря хиротонисан во иеродиакона, а 13 февраля 1995 года — во иеромонаха.
20 июня 1996 года назначен на должность казначея монастыря.
В этом же году по окончании Минской духовной семинарии поступил на первый курс Минской духовной академии и назначен на должность преподавателя Минской духовной семинарии.
В 1999 году закончил обучение в духовной академии с учёной степенью «кандидат богословия».
14 декабря 1999 года возведён в сан игумена.
12 января 2005 года назначен на должность благочинного Жировичского монастыря.
20 мая 2006 года возведён в сан архимандрита.
В составе делегации Минской епархии принимал участие в Поместном соборе Русской православной церкви в январе 2009 года.
1 июля 2009 года освобождён от должности благочинного Жировичского монастыря и назначен на должность наместника Ляденского монастыря (Борисовская епархия БПЦ).
С 1999 по 2014 годы епископ Вениамин от Церкви руководил связями с государственной системой образования, преподавал в Минской Духовной Семинарии, и сейчас продолжает работу, уже спорадически.

### Архиерейство
5 марта 2010 года решением Священного синода Русской православной церкви по представлению Синода Белорусского экзархата избран викарием Минской епархии с титулом «Борисовский». 20 марта в Крестовом храме патриаршей резиденции в Даниловом монастыре в Москве состоялось его наречение во епископа. 21 марта в Московском кафедральном соборном храме Христа Спасителя хиротонисан во епископа Борисовского, викария Минской епархии. Хиротонию совершили патриарх Московский и всея Руси Кирилл, митрополит Минский и Слуцкий Филарет (Вахромеев), митрополит Крутицкий и Коломенский Ювеналий (Поярков), митрополит Саранский и Мордовский Варсонофий (Судаков), митрополит Пермский и Соликамский Мефодий (Немцов), архиепископ Витебский и Оршанский Димитрий (Дроздов), архиепископ Астанайский и Алма-Атинский Александр (Могилёв), архиепископ Истринский Арсений (Епифанов), архиепископ Наро-Фоминский Юстиниан (Овчинников), архиепископ Новогрудский и Лидский Гурий (Апалько), епископ Проватский Игнатий (Карагёзов) (Болгарский патриархат), епископ Тираспольский и Дубоссарский Савва (Волков) и епископ Солнечногорский Сергий (Чашин).
4 июня 2010 года постановлением Синода Белорусского экзархата назначен председателем созданного тогда же издательского совета БПЦ. Синод Белорусского экзархата наделил издательский совет «полномочиями проведения обязательной богословской и литературной экспертизы всех книжных изданий, а также аудио- и видеопродукции, предназначенных для распространения через систему церковных учреждений и организаций (епархиальных, приходских, монастырских) с последующим присвоением грифа „Допущено к изданию Издательским советом Белорусской Православной Церкви“».
В июне 2011 году окончил двулетний курс повышения квалификации в Общецерковной аспирантуре и докторантуре.
23 октября 2014 года в связи с образованием Борисовской епархии решением Священного синода РПЦ назначен правящим архиереем новообразованной епархии с титулом «Борисовский и Марьиногорский».
Решением Синода БПЦ от 19 ноября 2014 года введён в состав Синода Белорусского экзархата с правом голоса.
3 июня 2015 года решением Священного синода БПЦ освобождён от должности председателя издательского совета БПЦ и выведен из состава Церковного суда БПЦ согласно поданному им прошению по причине занятости.
25 августа 2020 года решением Священного синода РПЦ назначен митрополитом Минским и Заславским, патриаршим экзархом всея Беларуси. В СМИ отметили, что епископ Вениамин стал первым уроженцем Белоруссии на должности патриаршего экзарха всея Беларуси, и что он известен как «сторонник единства народов России, Украины и Белоруссии и противник автокефалии». Александр Щипков так комментировал назначение нового экзарха: «Владыка Вениамин — человек очень ясного и строгого канонического церковного сознания, очевидный противник автокефальных настроений». Сам епископ Вениамин в тексте, опубликованном на сайте Борисовской епархии 21 августа, высказался категорически против не только автокефалии для Белорусской православной церкви, но и статуса самоуправляемой церкви в составе Московского патриархата.
6 сентября 2020 года за литургией в храме Христа Спасителя в Москве патриархом Кириллом возведён в сан митрополита. Также с 2020 года является ректором Института теологии Белорусского государственного университета.

## Критика
9 августа 2021 года посетил храм расположенный в Уручье на территории воинской части, где благословил силовиков.
2 января 2023 года митрополит Вениамин наградил архиерейскими грамотами начальника ИК № 14, полковника Василевича Юрия Ивановича и командира 740-го зенитного ракетного полка полковника Сороку Андрея Васильевича. В колонии среди прочих содержатся политзаключенные.
В начале февраля 2023 года появилась информация, что Вениамин лично требовал передать в Следственный комитет видео с церковных камер наблюдения, на котором девушки держат горящую бумажную икону. Девушки сделали фото с горящей иконой возле православного кафедрального собора Минска 28 января. В отношении школьниц возбуждено уголовное дело.

## Награды
Награждён церковными наградами:
- 2009 г. — орденом святителя Кирилла Туровского II степени (БПЦ);
- 2013 г. — орденом Креста преподобной Евфросинии Полоцкой (БПЦ);
- 2018 г. — медалью преподобномученика Серафима Жировичского I степени (Новогрудская епархия БПЦ);
- 2025 г. — орденом преподобного Серафима Саровского I степени (РПЦ)[22];
- медалью праведной Софии, княгини Слуцкой II степени (Слуцкая епархия БПЦ);
- орденом преподобного Серафима Саровского III степени (РПЦ);
- Лауреат премии Президента Республики Беларусь «За духовное возрождение» (2015).

## Публикации
статьи
- Воспитание воли православного христианина // Труды Минской духовной академии. — 2012. — № 10. — С. 145—159.
- Отзыв о проекте «Положения о монастырях и монашествующих» // bogoslov.ru, 25 сентября 2012
- Монашество в современном мире. Монах как гражданин Царствия Небесного на земле // monasterium.ru, 28 января 2013
- Возрождение монашества на примере обители преподобного Сергия Радонежского // monasterium.ru, 4 февраля 2014
- Особенности современного монастырского богослужения // monasterium.ru, 22 января 2015
- Личность игумена монастыря: опыт Оптинских старцев // monasterium.ru, 14 мая 2015
- Каким должен быть монастырь, чтобы стать источником притяжения и тихой пристанью для современного человека // monasterium.ru, 28 сентября 2015
- предисловие // Православная жизнь на Борисовщине : история и современность / сост. А. Ф. Медельцов. — Минск : Четыре четверти, 2015. — 385 с. — ISBN 978-985-7103-29-4
- Благоустроение земной жизни не должно увлекать человека, заставляя его забывать о Боге: Об использовании современных технологий в монастырях // monasterium.ru, 2 февраля 2016
- Плоды сотрудничества: из выступления Вениамина, епископа Борисовского и Марьиногорского, председателя Синодального отдела религиозного образования и катехизации на заседании Координационного совета по вопросам сотрудничества Министерства образования Республики Беларусь и Белорусской Православной Церкви // Воскресение. — 2017. — № 3. — С. 5
- Опыт взаимодействия Белорусской Православной Церкви и государства в области образования : доклад на заседании Координационного совета по разработке и реализации совместных программ сотрудничества между органами государственного управления и БПЦ. 22 февраля 2017 года // Ведомости Минской Митрополии. 2017. — № 4. — С. 22-23
- Посреди мира и вдали от него: отношения монахов с внешним миром в городском монастыре (сохранение в обители духа отречения от мира) // monasterium.ru, 10 октября 2017
- Участие священнослужителей в духовно-нравственном воспитании учащихся в учреждениях ПО // Профессиональное образование : производственно-практический, научно-методический журнал / учредитель РУП "Издательство «Адукацыя і выхаванне». — 2018. ― № 3. ― С. 39―42
- Пастырь во дни войны и великой смуты. К 100-летию подвига священномучченика протоиерея Иоанна Восторгова // Журнал Московской патриархии. 2018. — № 10 (923). — С. 54-60.
- О чем сегодня молятся белорусы // Союзное государство: журнал / учредители: Постоянный Комитет Союзного государства, Секретариат Парламентского Собрания Союза России и Беларуси. — 2020. ― № 11. ― С. 10―12.
- Братьям жить вместе! // Союзное государство : журнал / учредители: Постоянный Комитет Союзного государства, Секретариат Парламентского Собрания Союза России и Беларуси. — 2021. ― № 7. ― С. 74―79.
- Распоряжение по Белорусской Православной Церкви // Бібліятэчны свет: навукова-папулярны, даведачны, нарматыўны вытворча-практычны часопіс / заснавальнікі: Дзяржаўная ўстанова «Нацыянальная бібліятэка Беларусі», Грамадскае аб’яднанне «Беларуская бібліятэчная асацыяцыя». — 2024. — № 1 (студзень/люты). — С. 5—7

книги
- Я готов… : жизнь и подвиг сщмч. Иоанна Восторгова. — Минск: Четыре четверти, 2018. — 185 с. — ISBN 978-985-581-230-3.
  - Я готов…: жизнь и подвиг священномученика Иоанна Восторгова. — 2-е изд. — Минск: Четыре четверти, 2020. — 185 с.

редакция и составление
- Православная жизнь на Борисовщине. История и современность : [сост. А. Ф. Медельцов]; под общ. ред. епископа Борисовского и Марьиногорского Вениамина; [науч. ред.: А. Вербило, А. Ю. Бендин]. — Минск : Четыре четверти, 2015. — 387 с.
- Борисовская епархия: прошлое и настоящее / под общ. ред. епископа Борисовского и Марьиногорского Вениамина; [сост. А. Ф. Медельцов]. — Минск : Издательство «Четыре четверти», 2019. — 413 с.